# مركز نيلي للأبحاث النووية
مركز نيلي للأبحاث النووية أو مركز فرانك نيلي للأبحاث النووية المعروف أيضا باسم مفاعل نيلي للأبحاث والتكنولوجيا في جورجيا وهو عبارة عن مفاعل بحثي خاضع للهدر والتبريد من الماء بقوة 5 ميجاوات منذ عام 1961 وحتى عام 1995.
تم إنهائه في نوفمبر 1999 حيث تم هدم المبنى الذي كان يضم المفاعل لإفساح المجال أمام مركز ماركوس لتقنية النانو.

## التسمية
سمي المركز إلى فرانك نيلي وهو رجل أعمال من جورجيا حيث قام بتنظيم أول لجنة استشارية نووية في جورجيا وكانت خطوة أساسية في إنشاء المفاعل وما يرتبط به من مرافق.

## التاريخ
تم بناء المركز والمفاعل المرتبط به بعد تعيين رئيس الجامعة بليك فان لير في لجنة العلوم النووية والتي شملت مدير معهد أبحاث تكنولوجيا جورجيا جيمس إي بويد.
أوصت اللجنة بإنشاء مرفق مختبر النظائر المشعة ومفاعل أبحاث كبير. تم بناء المختبر وتكريسه في 7 يناير 1959 ويمكن أن يحصل على المواد المشعة وتخزينها ومعالجتها على ان يتم استكمال مفاعل الأبحاث في عام 1963.
تم إغلاق المفاعل في عام 1988 بسبب مخاوف تتعلق بالسلامة وتعرض للتوقف بسبب مخاوف تتعلق بالسلامة تتعلق بلألعاب الأولمبية الصيفية المجاورة للمفاعل لعام 1996.
تم هدم مبنى المفاعل بعد إيقاف التشغيل مع إزالة المرافق الآخرى اعتبارا من عام 2015.